# Denis Levitskiy
Denis Levitskiy (tiếng Belarus: Дзяніс Лявіцкі; tiếng Nga: Денис Левицкий; sinh 5 tháng 2 năm 1997) là một cầu thủ bóng đá Belarus. Tính đến năm 2017, anh thi đấu cho Dnepr Mogilev.